# Религия в Сьерра-Леоне

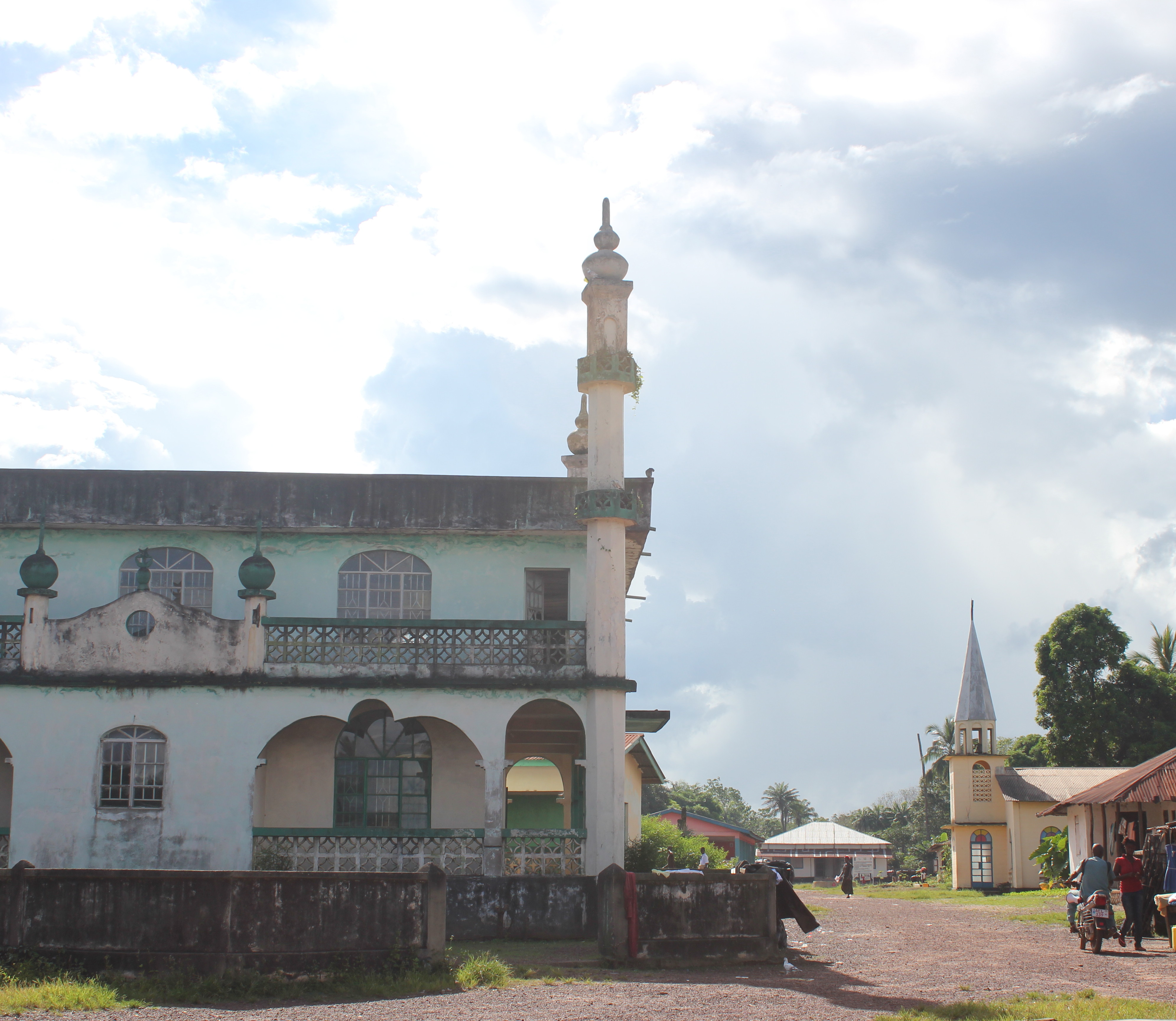
Мечеть и церковь соседствуют в Сьерра-Леоне

Религия в Сьерра-Леоне — совокупность религиозных верований, присущих народам этой страны. 78.5% населения Сьерра-Леоне исповедует ислам, 20.4% — христиане, остальные 1.1% придерживаются традиционных верований или являются сторонниками других религий.

## Современное положение
Сьерра-Леоне официально является светским государством. Ислам и христианство — две основные религии в стране. Конституция Сьерра-Леоне предусматривает свободу вероисповедания, а правительство Сьерра-Леоне защищает её. Правительству Сьерра-Леоне конституционно запрещено устанавливать государственную религию.
Сьерра-Леоне считается одной из самых религиозно толерантных стран в мире, где конфликты на религиозной почве бывают крайне редко. Большинство религиозных праздников отмечают на государственном уровне.
В стране действует Межрелигиозный совет Сьерра-Леоне, в состав которого входят как христианские, так и мусульманские религиозные лидеры, целью которых является содействие миру и толерантности на всей территории страны.
Мусульманские и христианские молитвы обычно проводятся в стране в начале крупных политических событий, включая инаугурацию президента и официальное открытие новой сессии парламента.

### Ислам
Подавляющее большинство мусульман Сьерра-Леоне сунниты маликитского масхаба. Мусульмане-ахмадие составляют около 10% мусульманского населения страны. Наибольшая ахмадийская община находится в городе Бо. В Сьерра-Леоне практически нет мусульман-шиитов.  
Высший исламский совет Сьерра-Леоне является высшей исламской религиозной организацией в Сьерра-Леоне и состоит из имамов, исламских ученых-теологов и других исламских священнослужителей со всей страны. Шейх Мухаммад Таха Джаллох — глава Высшего исламского совета Сьерра-Леоне.

### Христианство
Подавляющее большинство христиан Сьерра-Леоне являются протестантами (англикане, методисты, католики, адвентисты, прихожане Ассамблеи Бога и др.). Руководящим органом является Совет церквей — христианская религиозная организация, состоящая из протестантских церквей по всей Сьерра-Леоне. В последнее время наблюдается рост церквей пятидесятников, особенно во Фритауне.

### Другие
Более 1.1.% населения исповедуют африканские традиционные религии, а также индуизм, иудаизм, бахаизм и другие. 
Индуизм — религия меньшинства в Сьерра-Леоне. Индуисты имеют южноазиатское происхождение и занимаются в основном торговлей. В 2015 году в Сьерра-Леоне проживало 3550 индуистов, что составляло 0,05% населения этой страны. 
Основана масса индусов проживает в столице Сьерра-Леоне — Фритауне. Там есть индуистская ассоциация и священник. Во Фритауне индусам разрешена кремация.